# Semnornis
Semnornis je rod ptáků z řádu šplhavců a samostatné čeledi Semnornithidae, který má pouze dva zástupce. Oba žijí v neotropické oblasti.

## Systematika
Semnornithidae je poměrně nově rozeznanou čeledí. Její zástupci byli původně řazeni k vousákovitým (Capitonidae), ze kterých však byli na základě analýz DNA vyjmuti a byl jim přiřazen status samostatné čeledi.
Rozeznávají se pouze 2 následující druhy:
- vousák zejkozobý (Semnornis frantzii)
- vousák tukaní  (Semnornis ramphastinus)